# Edmilson Alves
Edmilson Alves (Pranha, 17 febbraio 1976) è un ex calciatore brasiliano, di ruolo centrocampista.

## Carriera
Alves iniziò la carriera agonistica nel Fortaleza. Nel 2003 si trasferì in Corea del Sud all'Ulsan Hyundai Football Club che lascerà nel corso dello stesso anno per giocare in Giappone nell'Oita Trinita. L'anno seguente torna in patria per giocare con il Londrina Esporte Clube. Sempre nel 2005 torna a giocare in terra nipponica, sempre con l'Oita Trinita che lascia l'anno seguente per tornare a giocare in patria nel 2007, prima con il Londrina e con il Ceará. Nel corso dello stesso anno torna in Giappone per militare nell'Oita Trinita per la terza volta.
Nel 2010 passa al Vissel Kobe e l'anno seguente al Roasso Kumamoto. Nel 2012 torna in patria per giocare nell'Arapongas.